# Kizuato
Kizuato (痕, litt. « cicatrice »)  est un visual novel / roman vidéoludique d'horreur japonais pour adultes développé par Leaf publié le 26 juillet 1996. Kizuato est le deuxième volume de la série Leaf Visual Novel Series.

## Trame
Koichi Kashiwagi, un étudiant, se rend chez ses cousins pour les funérailles de son père. Après la cérémonie, comme il est en vacances d'été, il reste avec eux. Il éprouve des cauchemars récurrents et doit retenir une forte impulsion meurtrière surgissant du plus profond de lui-même. Un jour, Koichi rêve qu'il abat une personne violemment. Le lendemain, la nouvelle rapporte l'événement d'un violent homicide dans le parc où Koichi a commis le meurtre dans son rêve...

## Personnages
- Koichi Kashiwagi (柏木 耕一?)
- Chizuru Kashiwagi (柏木 千鶴?)

Chizuru est l'un des 13 personnages jouables dans Aquapazza: Aquaplus Dream Match, un jeu de combat développé par Aquaplus avec des personnages de divers jeux Leaf.
- Azusa Kashiwagi (柏木 梓?)
- Kaede Kashiwagi (柏木 楓?)
- Hatsune Kashiwagi (柏木 初音?)
- Gensaburou Nagase (長瀬 源三郎?)
- Yuya Yanagawa (柳川 裕也?)
- Hiyoshi, Kaori (日吉 かおり?)
- Kyoko Aida (相田 響子?)
- Yumiko Koide (小出 由美子?)

## Accueil et postérité
Le jeu a reçu deux nouvelles versions, une le 26 juillet 2002 sous le nom de « Kizuato - Renewal » (soit pile 6 ans après la sortie du jeu original) et une autre le 26 juin 2009 sous le nom de « Kizuato »,.
|                           | Note                     | Plateforme                    | Ref.  |
| ------------------------- | ------------------------ | ----------------------------- | ----- |
| The Visual Novel Database | 7.12 (bien) note moyenne | Toutes plateformes confondues | [ 4 ] |